# Celmisia cockayneana
Celmisia cockayneana là một loài thực vật có hoa trong họ Cúc. Loài này được Petrie mô tả khoa học đầu tiên năm 1912.